# Cyphodynerus rubroniger
Cyphodynerus rubroniger är en stekelart som först beskrevs av Charles Thomas Bingham 1902.  Cyphodynerus rubroniger ingår i släktet Cyphodynerus och familjen Eumenidae. Inga underarter finns listade i Catalogue of Life.